# Godshuis van de Kleermakers

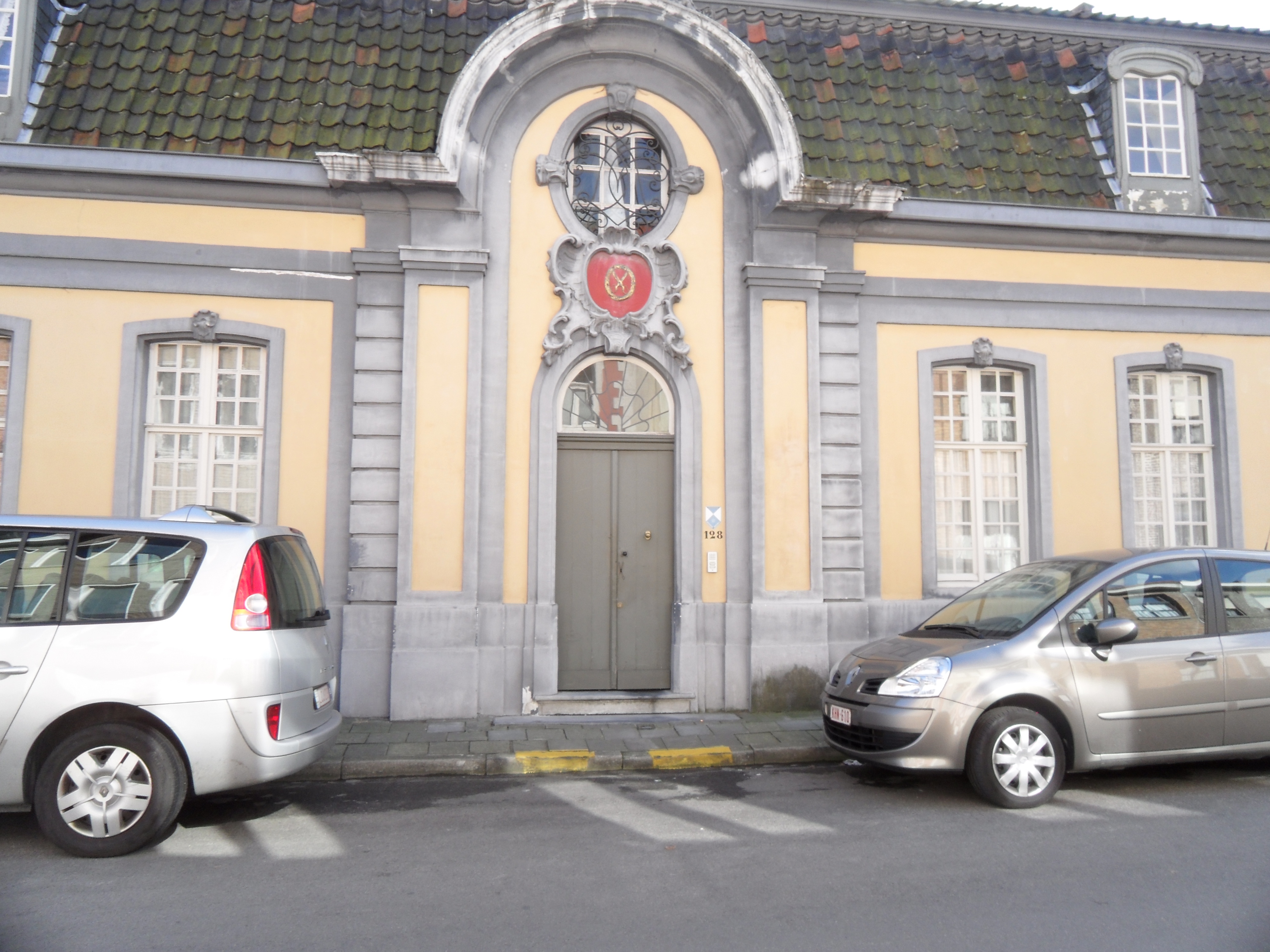
Godshuis van het Brugse Kleermakersambacht

Het Godshuis van het Kleermakersambacht is een Brugs godshuis dat in de achttiende eeuw werd gebouwd.

## Geschiedenis
De registers van de sestendelen (1580) vermelden dat het ambacht van de kleermakers toen een godshuis, bestaande uit vier woningen, bezat in het Melcwietstraatje, nabij Groeninge.
In 1631 werden de huisjes verkocht aan de Eekhoutabdij en kocht het ambacht vijf huisjes in het 'Mantstraetken bachte 't vischpaen' of Vispaanstraat, bestemd voor de behoeftigen binnen het ambacht.
In 1634 kocht het ambacht vier huisjes of 'stenen cameren' in de Oude Gentweg. In 1756 werden de bouwvallige huisjes gesloopt en werd een nieuw godshuis gebouwd, bestemd voor acht gezinnen. Het werd in Lodewijk XVI-stijl uitgevoerd in plaats van de traditionele godshuisstijl die in Brugge al eeuwen in gebruik was.
In 1803 werd het godshuis eigendom van de Commissie van burgerlijke godshuizen. Het werd nochtans, tot in 1915, verder beheerd door de heropgerichte vereniging van de kleermakers.
In 1990 werden gevels en daken gerestaureerd. In 2001-2002 werd de dakverdieping gerestaureerd, met maximaal behoud van de alkoven en het herstellen van de schouwen naar hun oorspronkelijk uitzicht. Ook werd de tuin heraangelegd. 
Het godshuis van het kleermakersambacht is sinds 1974 beschermd als monument.